# Prato (instrumento musical)

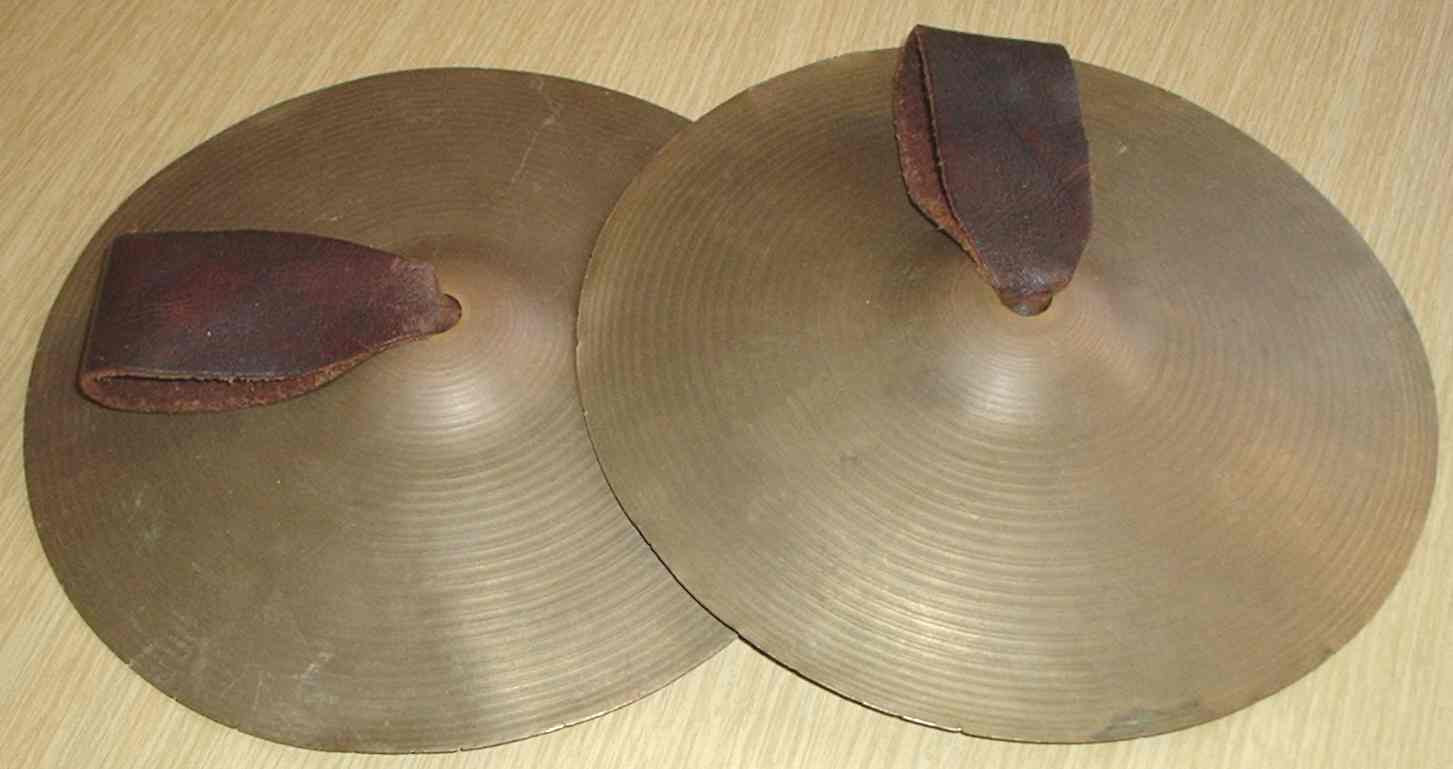
Um par de pratos orquestrais.

Prato ou címbalo é o nome genérico atribuído a vários instrumentos musicais de percussão, construídos a partir de uma liga de metal, à base de bronze, cobre e/ou prata. Podem ser percutidos com um par de bastões chamados de baquetas, ou golpeando-se cada um dos pratos contra o outro, deixando-os depois de vibrar livremente, ou ainda abafando a vibração imediatamente após o impacto, de acordo com o efeito desejado.

## Categorias de pratos
Os principais pratos utilizados em baterias são:
- Prato de ataque (ou crash), usado para acentuações de início e fim de compasso com bastante volume;
- Prato de corte (ou splash), usados para acentuações leves e efeitos com pouco volume;
- Prato de condução (ou ride), usado para a marcação do compasso e condução da música;
- Prato de choque ou chimbal (ou hi-hat), usado para marcação do compasso e condução da música;
- Prato chinês (ou china), pratos usados para efeitos de destaque em certas ocasiões;

## Pratos orquestrais
Os pratos utilizados em orquestras são similares aos anteriores no que diz respeito aos materiais, na construção e na forma. No modo de execução, podem ser percutidos com uma baqueta, mas também podem ser percutidos um contra o outro, tendo para esse efeito alças próprias para serem segurados com as mãos

## O Prato na Bateria
O prato na Bateria acostuma ser utilizado para acentuar o início ou o fim de um compasso na Bateria.

## Ligas metálicas
As ligas contêm misturas de diversos metais, sendo as mais comuns o Latão (liga de cobre e zinco) e o Bronze (liga de cobre e estanho).
- Latão - Liga extremamente económica, usada em pratos de estudo para iniciantes;
- B8 - Liga de cariz europeu, usada em pratos semi-profissionais e profissionais;
- B10 - Liga intermediária, utilizada principalmente pela Zildjian e pela Meinl;
- B12 - Liga intermediária, utilizada principalmente pela Zildjian;
- B15 - Liga intermediária, utilizada principalmente pela Zildjian;
- Paiste Sound Formula (ou Paiste Signature) (B15 a B18) - Liga patenteada e utilizada exclusivamente pela Paiste;
- B20 - Liga tradicional, usada pelas marcas de tradição turca (Sabian, Zildjian, Istanbul, Saluda, etc.);
- B23 - Liga chinesa utilizada principalmente pela Wuhan e pela Stagg.

Nas ligas de bronze, os algarismos colocados à direita da letra B indicam a quantidade de estanho existente no bronze. Na liga B8, o bronze é constituído por 92% de cobre e 8% de estanho, enquanto que na liga B20, é constituído por 80% de cobre e 20% de estanho.
A qualidade sonora dos pratos de percussão não depende apenas do tipo de liga metálica utilizada no seu fabrico (embora por diversas vezes seja habitual ligar as ligas de bronze com menos estanho aos pratos de séries 'inferiores'), dependendo principalmente do tipo de forma e de técnicas fabrico com que são manufaturados, com destaque para a martelagem (mecânica / manual) e torneamento (fina / média / grossa) a que são sujeitos.
Enquanto que as marcas de tradição turca (Zildjian, Sabian, Istanbul, etc.) produzem as suas séries consideradas 'superiores' com bronze de liga B20, a europeia Paiste utiliza as ligas B8 e B15/B18 para o fabrico dos seus pratos de topo de gama.

## Exemplos de pratos
- Prato de Ataque
- Pratos orquestrais
- Chimbal
- Prato de Condução
- Gongo
- Tantã
- Crótalos